# 田雨公 (道光進士)
田雨公（1808年—1876年），字敬堂，號杏軒，山西盂縣人。清朝政治人物。

## 生平
道光十八年（1838年）戊戌科進士。選翰林院庶吉士，散館授編修。官至鴻臚寺卿。晚年，乞假归里，先後任平定冠山書院、榆次鳳鳴書院及太原晉陽書院等地主講。

## 外部連結
- 田雨公[永久] 盂縣網